# Edoardo Deodati
Edoardo Deodati (Portogruaro, 21 luglio 1821 – Venezia, 25 novembre 1896) è stato un avvocato e politico italiano.
Fu senatore del regno d'Italia dalla XIII legislatura.